# Cantó de Vasats
El cantó de Vasats és un cantó francès del departament de la Gironda, situat al districte de Lengon. Té 13 municipis i el cap és Vasats.

## Municipis
- Aubiac
- Vasats
- Bernòs e Baulac
- Birac
- Casats
- Cudòs
- Gajac
- Gans
- Linhan de Vasats
- Mas Rimbaut
- Lo Nisan
- Sent Còrme
- Sauviac

## Història
| Data d'elecció                           | Identitat      | Partit           | Qualitat |
| ---------------------------------------- | -------------- | ---------------- | -------- |
| 1945-1970                                | M. Martin      |                  |          |
| 1970-1982                                | Émile Durand   | UDF              |          |
| 1982-1988                                | Michel Marchal | PS               |          |
| 1988-                                    | Jean Darremont | UDF, després UMP |          |
| les dades anteriors no són pas conegudes |                |                  |          |
|                                          |                |                  |          |

## Demografia
| 1962  | 1968  | 1975  | 1982  | 1990  | 1999  | 2006  |
| ----- | ----- | ----- | ----- | ----- | ----- | ----- |
| 8.099 | 8.497 | 8.439 | 8.340 | 8.181 | 8.318 | 9.126 |